# Frederic Horace Clark
Frederic Horace Clark (Stati Uniti d'America, 1860 – Zurigo, 27 gennaio 1917) è stato un pianista, filosofo e teologo statunitense.
Conosciuto anche come Horace F. Clark-Steiniger oppure con lo pseudonimo Leo St. Damian, è stato anche didatta e teorico della tecnica pianistica.

## Biografia
Ebbe la sua formazione musicale in Germania e, come la sua connazionale Amy Fay, studiò pianoforte con  Deppe, i cui principi innovativi fu tra i primi ad interpretare e divulgare con alcuni importanti scritti sulla tecnica pianistica.  Effettuò ricerche di natura fisiologica sui movimenti pianistici, anticipando in qualche modo gli studi di Steinhausen, e polemizzò con Elizabeth Caland, anch'essa allieva di Deppe, per rivendicare la  priorità nell'illustrazione del  "metodo Deppe".

### Scritti di Horace F. Clark-Steiniger
- Die Lehre des einheitlichen Kunstmittels beim Klavierspiel (L'insegnamento del mezzo artistico unitario al pianoforte), Berlin, 1885, Raabe und Plothow.
- Phorolyse des Klavierspiels (Porolisi dal pianoforte), 1885.
- Iphigenia, Baroness of Styne (Ifigenia, baronessa di Styne; una autobiografia), London, 1896, Pure Music Society.
- Zur Transzendentalität der Tonkunst auf dem Klavier (Sulla trascendentalità dell'arte del suono pianistico), 1905.
- Liszts Offenbarung. Schlüssel zur Freiheit des Individuums (Rivelazione di Liszt. Chiave della libertà dell'individuo), Berlin, 1907, Vieweg.
- Pianistenharmonie (Armonia pianistica), Berlin, 1910
- Eudämonie-Legende (Leggenda di eudemonia), Zurigo, 1912-14, Ger. & Eng.
- Brahms-Noblesse (Nobiltá di Btahms), Zurigo, 1914, Ger. & Eng.

### Letteratura secondaria
- Luca Chiantore, Historia de la técnica pianística. Un estudio sobre los grandes compositores y el arte de la interpretación en busca de la Ur-Technik, Madrid, 2001, Alianza Editorial.
- Paolo Spagnolo - Giovanni Stelli, Pianosophia. Tecnica e arte, Napoli, 2008, Guida.
- Robert Andres, Pianos and Pianism: Frederic Horace Clark and the Quest for Unity of Mind, Body and Universe, Lanham(MD) USA, 2001, Scarecrow Press.